# Coussarea ilheotica
Coussarea ilheotica är en måreväxtart som beskrevs av Johannes Müller Argoviensis. Coussarea ilheotica ingår i släktet Coussarea och familjen måreväxter. Inga underarter finns listade i Catalogue of Life.